# Gobernación de Ismailía
Ismailía (en idioma árabe: الإسماعيلية, Al-Isma'iliyah) es una de las veintisiete gobernaciones de la República Árabe de Egipto. Se encuentra situada en la zona norte del delta del Nilo. La capital es la ciudad de Ismailía.
El nombre de la gobernación y de la costa en el noreste del país, proviene del nombre de Ismail Pachá (1830-1895). La gobernación fue creada en 1963, por la segregación de la gobernación de Puerto Said, que se encuentra al norte de Ismailía. 

## Demografía
| Población Histórica de la Gobernación Ismailía | Población Histórica de la Gobernación Ismailía | Población Histórica de la Gobernación Ismailía |
| Año                                            | Habitantes                                     | Censo de Población                             |
| ---------------------------------------------- | ---------------------------------------------- | ---------------------------------------------- |
| 1986                                           | 544 427                                        | Censo egipcio de 1986                          |
| 1996                                           | 714 828                                        | Censo egipcio de 1996                          |
| 2006                                           | 953 006                                        | Censo egipcio de 2006                          |
| 2017                                           | 1 303 993                                      | Censo egipcio de 2017                          |
| 2020                                           | 1 388 098                                      | Estimaciones del CAPMAS                        |
| 2027                                           | -                                              | Censo egipcio de 2027                          |

## Distritos con población estimada en julio de 2017
- Abū Ṣuwīr 206 863
- Ismailía 113 937
- Al-Qanṭarah 149 171
- Al-Qanṭarah Sharq 56 536
- Al-Qaṣāṣīn al-Jadīdah 100 000
- At-Tall al-Kabīr 93 000
- Fayid 136 438

## Territorio y demografía
Ismailía tiene un territorio que se extiende sobre una superficie de 1442 kilómetros cuadrados. El censo del año 2006 indicó que la gobernación de Ismailía tenía una población de 942 832 personas. La densidad poblacional es de 654 habitantes por kilómetro cuadrado.